# Alcala, Cagayan
Alcala là một đô thị hạng 4 ở tỉnh Cagayan, Philippines. Theo điều tra dân số năm 2000, đô thị này có dân số 33.997 người trong 7.025 hộ.

## Các khu phố (barangay)
Alcala được chia thành 25 khu phố (barangay).
| - Abbeg - Afusing Bato - Afusing Daga - Agani - Baculod - Baybayog - Cabuluan - Calantac - Carallangan - Centro Norte (Pob.) - Centro Sur (Pob.) - Dalaoig - Damurog | - Jurisdiction - Malalatan - Maraburab - Masin - Pagbangkeruan - Pared - Piggatan - Pinopoc - Pussian - San Esteban - Tamban - Tupang |